# Tom Clancy's Ghost Recon Wildlands
Tom Clancy's Ghost Recon Wildlands is een tactisch schietspel ontwikkeld door Ubisoft Paris. Het spel werd op 7 maart 2017 uitgebracht voor Windows, PlayStation 4 en Xbox One.

## Spel
Het spel is het tiende deel van de Tom Clancy's Ghost Recon-franchise en het eerste Ghost Recon-spel dat zich afspeelt in een open wereld. Het spel neemt afstand van de futuristische achtergrond van Tom Clancy's Ghost Recon Advanced Warfighter en bevat in plaats daarvan een achtergrond die vergelijkbaar is met de originele Tom Clancy's Ghost Recon uit 2001.
Ubisoft beschrijft het spel als een van de grootste open wereld-spellen die ze ooit hebben uitgebracht, omdat de spelwereld bestaat uit vele verschillende omgevingen, zoals bergen, bossen, woestijnen en een zoutvlakte.

## Verhaal
Het verhaal speelt zich af in Bolivia in maart 2017. Het land raakt instabiel door de opkomst en groei van een Mexicaans drugskartel genaamd Santa Blanca. er wordt een aanslag gepleegd op de Amerikaanse ambassade en het kartel wordt hiervan beschuldigd. De Amerikaanse overheid grijpt in met een tegenaanval. Er wordt een  team bestaand uit militairen van Delta Company 1st Battalion 5th Special Forces Group US Army gestuurd , met het doel om Santa Blanca te vernietigen en corruptie binnen de lokale overheid te onthullen.
Afhankelijk van of de Ghosts het kartel volledig weten op te rollen aan het eind van het spel, zijn er twee aflopen van het verhaal.
In 2019 werd in voorbereiding van de 'opvolger' Tom Clancy's Ghost Recon Breakpoint een extra missie toegevoegd waarin de antagonist Cole D. Walker werd geïntroduceerd. Een ex-ghost die nu het eiland Auroa heeft bezet.
| Recensiescore       | Recensiescore                          |
| Recensieverzamelaar | Score                                  |
| ------------------- | -------------------------------------- |
| Metacritic          | 72/100 (pc) 76/100 (PS4) 78/100 (XONE) |
| Publicist           | Score                                  |
| Game Informer       | 8,25/10                                |
| GameSpot            | 7/10                                   |
| GamesRadar+         | 4,5/5                                  |
| IGN                 | 7,9/10                                 |

## Ontvangst
Tom Clancy's Ghost Recon Wildlands ontving positieve recensies volgens aggregatiewebsite Metacritic.